# Ramon Canet i Font
Ramon Canet i Font, (1950, Palma, Mallorca), conegut com a Ramon Canet, és un pintor abstracte mallorquí.
Canet estudià entre 1965 i 1969 a l'Escola d'Arts i Oficis de Palma i després a l'Escola Superior de Belles Arts de Sant Jordi de Barcelona, on s'hi llicencià el 1974. Durant els primers anys la seva obra hom pot situar-la dins el tradicionalisme postimpressionista de Mallorca, però, ben aviat arribà a la nova figuració de l'època. Així, a partir del 1972, i guiat pel seu professor Jaume Muxart, abraçà l'art abstracte, seguint l'estil de Francis Bacon. L'any següent, el 1973, exposà per primera vegada a la Galeria Ariel, a Palma. Tingué un estudi de pintura a Palma i impartí classes de dibuix al col·legi de Sant Josep Obrer, però el 1977 abandonà la docència. El mateix any realitza la portada del llibre de poemes Xicraini, d'Andreu Vidal. El 1980 es traslladà a viure a Barcelona i el 1982 tornà a Palma. Fou un dels pintors que participà de la Nova Plàstica de Mallorca (1970-80) i, si bé es mantingué al marge de les accions més radicals, fou un dels protagonistes de les manifestacions d'aquest grup, caracteritzat per la contestació cultural, social i política de la jove generació d'artistes mallorquins. Canet es dedicà més intensament a la investigació plàstica dins l'abstracció, i arribà a la construcció del quadre com a realitat totalment autònoma al marge de qualsevol anècdota naturalista. Ha exposat a Palma, Barcelona, Madrid, Frankfurt, Berlín, Estocolm, etc., i ha participat en les principals fires internacionals de pintura. L'any 2000 feu una retrospectiva, “Trajectòries de 1970-2000” a Sa Llotja de Palma, on s'hi exhibiren mig centenar d'obres, teles, papers i collages, majoritàriament de gran format. El 2005 exposà els treballs dels últims deu anys al Museu d'Art Contemporani d'Eivissa. És soci fundador d'Edicions 6a Obra Gràfica, ha realitzat una tasca ingent en aquest camp. Des del 1991, és acadèmic de la Reial Acadèmia de Belles Arts de Sant Sebastià.